# Osmia alpestris
Osmia alpestris là một loài Hymenoptera trong họ Megachilidae. Loài này được Rust & Bohart mô tả khoa học năm 1986.